# Flogger
Mit dem Ausdruck Flogger werden die Mitglieder einer Jugendkultur bezeichnet, die zwischen 2003 und 2005 in Argentinien entstand und Phänomene der Netzkultur mit solchen musik- und modeorientierter Jugendkulturen verbindet. Der Name ist vom Photoblog-Dienst Fotolog abgeleitet, der in der Szene als Kommunikationsmedium fungiert.

## Merkmale
Mitglieder der Flogger-Subkultur zeigen gemeinsame Präferenzen insbesondere hinsichtlich der Internet-Nutzung, der Mode und der Musik.
In Bezug auf die Internetnutzung spielt das Betreiben eines eigenen Foto-Blogs (span. fotolog oder abgekürzt flog) eine tragende Rolle. Die Angehörigen der Subkultur zeigen hier ein vom Narzissmus geprägtes Verhalten, häufig werden Fotos der eigenen Person in verschiedensten Posen als Beitrag in diese Blogs hochgeladen. Von Seiten konservativer Argentinier wurde in den Medien kritisiert, dass diese Fotos häufig eine erotische Komponente innehaben.
Die Mode der Flogger-Subkultur fußt hauptsächlich auf der Glam-Rock-Bewegung der 1970er Jahre. Als Markenzeichen der Bewegung gelten generell grelle und fluoreszierende Farben in der Kleidung sowie enge Stretch-Hosen und Leggins, sowohl bei männlichen als auch bei weiblichen Angehörigen (Unisex). Als Schuhe werden Chucks und andere Stoffturnschuhe, meist ebenfalls in auffälligen Farben, bevorzugt. Weit verbreitet sind halblange Frisuren mit Ponys bei beiden Geschlechtern.
Die Musikpräferenz der Flogger konzentriert sich auf elektronische Tanzmusik, insbesondere Techno und Electro-House sowie von Punk beeinflusste Musik wie Electroclash und Electropunk. Verbreitet sind zu dieser Musik Tänze wie etwa der französische Tecktonik.

## Rezeption

### Medienpräsenz
In den argentinischen Medien wurden die Flogger besonders im Jahr 2008 häufig thematisiert, als es zu einigen Ausschreitungen zwischen Mitgliedern der Música-Tropical-Jugendkultur (Cumbia und Cuarteto) und Mitgliedern der Flogger-Kultur kam, beide Subkulturen pflegen eine Rivalität miteinander, insbesondere da die Flogger im Gegensatz zu den Tropical-Fans mehrheitlich der Mittel- und Oberschicht angehören. Nach einem Todesfall bei einer Schlägerei Ende 2008 in Villa Dolores kam es zu vereinzelten Demonstrationen von Floggern in der Öffentlichkeit, um auf die von ihnen empfundene Diskriminierung ihrer Lebensweise aufmerksam zu machen.

### Wissenschaftliche Erforschung
Die wissenschaftliche Erforschung der Flogger-Jugendkultur ist bisher sehr begrenzt und beschränkt sich weitgehend auf die Nutzung des Internets durch ihre Mitglieder über Photoblogs. Sergio Balardini (2008) analysierte in De Deejays, Floggers y Ciberchabones die soziologischen und sozio-ökonomischen Hintergründe der Internetnutzung durch Jugendliche und die damit verbundenen Jugendkulturen, unter ihnen auch die der Flogger. Die Medienwissenschaftlerin Natalia Ferrante (2008) führt die Popularität des Photoblogs bei argentinischen Jugendlichen auf einen Wandel im Aufbau des Selbstbildes in der Netzkultur zurück. So sei mit dem Wechsel von den weitgehend anonymen Chats und Webforen hin zu Blogs und Photoblogs zum dominierenden Medium der Wunsch verbunden, sich selbst der Öffentlichkeit zu präsentieren und das eigene Selbstbild als „vermarktbare Ware“ zu produzieren.